# Xquic
Xquic (moderno Quiché Xk′ik, letteralmente sangue, da interpretare come luna di sangue, luna di gomma, Dea della gomma, Dea del sangue, gommosa o insanguinata) è una dea maya.
Figlia di Cuchumaquic, uno dei Signori di Xibalba, Xquic andò a vedere un albero su cui crescevano zucche a forma di testa.
Lì era, a sua insaputa, attaccato il cranio di Hunhunahpù, Dio del Mais.
Ixquic si meravigliò e si stupì, ma la testa di Hunhunahpu la sgridò ricordandole che c'era un teschio o più fra quei rami (anche la testa di Hunhunahpù era lì) e le sputò addosso, mettendola incinta.
Al sesto mese di gravidanza, il padre di Ixquic iniziò a dubitare della sua verginità e convocò gli altri signori e fu presa la decisione che le avrebbero chiesto se aveva amato un uomo e se ella avrebbe detto di no l'avrebbero sacrificata.
Ixquic naturalmente disse che non aveva amato nessuno, e in effetti se era incinta era perché era stata sputata, non per amore, e i Signori incaricarono 4 uomini di portarla sulla terra, sacrificarla e tornare con il suo cuore chiuso in una zucca.
I quattro non ebbero cuore di sacrificare la ragazza, e naturalmente Ixquic non voleva certo essere uccisa, quindi fu modellato un cuore nella linfa, fu coperto di sangue, fu chiuso in una zucca e portato dai quattro al padre di Ixquic.
Quindi la giovane chiese rifugio presso Ixpiyacòc e Ixmucané, genitori di Hunhunahpù, che accettarono di aiutarla a patto che superasse una certa prova.
Grazie all'aiuto di due dee Ixquic superò la prova e fu accolta da Ixpiyacoc e Ixmucané.
Tempo dopo nacquero Hunahpu e Ixbalanque.